# Gemeentelijk Saidastadion
Het Internationaal Saidastadion (Arabisch: إستاد صيدا الدولي) is een multifunctioneel stadion in Sidon, een stad in Libanon. Het stadion wordt vooral gebruikt voor voetbalwedstrijden en atletiekwedstrijden. De voetbalclub Al-Ahli SC maakt gebruik van dit stadion. In het stadion is plaats voor 22.600 toeschouwers. In 1999 werd begonnen aan de bouw. Op deze plek stond eerder het Sidonstadion, dat werd dus afgebroken. Het stadion werd geopend in 2000.

## Internationaal toernooi
In 2000 werd dit stadion gebruikt voor het Aziatisch kampioenschap voetbal. Dat toernooi werd van 12 tot 29 oktober in Libanon gespeeld. In dit stadion werden er acht groepswedstrijden gespeeld en daarna de kwartfinale tussen Iran en Zuid-Korea. 